# ソナム・デチャン・ワンチュク
アシ・ソナム・デチェン・ワンチュク（Sonam Dechen Wangchuck, 1981年8月5日 - ）は、ブータン王国の王女。第4代ブータン国王ジグミ・シンゲ・ワンチュクと王妃アシ・ドルジ・ワンモとの娘。ブータン第5代国王ジグミ・ケサル・ナムゲル・ワンチュクの異母妹。

## 略歴
コネチカット州ウォリングフォードのチョート・ローズマリー・ホールにあるルンテンザンパ (Luntenzampa) 中等学校とヤンチェンプグ (Yangchenphug) 高等学校で教育を受けた。
その後、スタンフォード大学で国際関係学の学位を取得し（1999年）、ハーバード・ロー・スクールで法学修士号を取得した（2007年）。その後、ブータン王立高等裁判所の書記官も務め、現在、ブータン国立法律研究所 (BNLI) の所長として、ブータン王国の司法府で働いている。

## 日本との関係
2022年9月22日、来たる27日に実施予定の故安倍晋三国葬儀にソナム王女及び夫君がブータン代表として参列することが、日本国外務省より発表された。